# Stick (kortspelsterm)
Ett stick är en kortspelsterm som avser ett delmoment i så kallade sticktagningsspel. Ett stick inleds med att någon spelare spelar ut, vilket innebär att spelaren tar ett kort från sin hand och lägger med bildsidan upp mitt på bordet. Övriga spelare lägger sedan i tur och ordning varsitt kort med bildsidan upp ovanpå de kort som tidigare har spelats till sticket. Detta kallas för att spela på. Turen att spela på till ett stick går i de flesta svenska kortspel vidare medurs från den som spelar ut, men internationellt finns också många kortspel som går moturs.
När alla spelare har spelat varsitt kort till sticket, tar vinnaren upp korten och lägger dem med baksidan upp i en hög bredvid sig. Det är kutym att en spelare som tar flera stick lägger högarna för respektive stick något förskjutna, så att alla spelare enkelt kan överblicka hur många stick övriga spelare har tagit.
Det är normalt vinnaren av ett stick som spelar ut till nästa stick. En spelare som har vunnit ett stick och står på tur att spela ut sägs vara inne. Reglerna för det aktuella spelet anger vem som spelar ut till det första sticket. Ofta, men inte alltid, är det förhand, det vill säga spelaren till vänster om den som delar ut korten.
Sticktagning kan ske med eller utan en så kallad trumffärg. Om det finns en trumffärg och minst en trumf har spelats till ett stick, vinner den spelare som spelade den högsta valören i trumffärgen. Om det inte finns någon trumffärg eller om ingen trumf spelades till sticket, vinner den som spelade den högsta valören i den utspelade färgen.
Att spela på ett kort så att man tar ledningen i ett stick, det vill säga så att man skulle vinna sticket om inga fler kort spelades till det, kallas för att sticka eller sticka över.
Det finns ofta regler som begränsar vilka kort som får spelas på till ett stick. En vanlig regel är att spelare som har ett eller flera kort i den utspelade färgen måste spela något av dessa kort. Man säger att spelarna måste följa eller bekänna färg.
I sticktagningsspel avgörs vinst och förlust i en giv av hur många stick spelarna tar eller av vilka kort som ingår i de stick som de har tagit. En giv kan gå ut på att ta stick eller att ta särskilda kort som ingår i sticken. En giv kan också gå ut på att undvika detta. Sådana spel kallas ofta för noll-, kryp- eller misärspel.